# Серік
Сері́к (каз. Серік) — село у складі Казталовського району Західноказахстанської області Казахстану. Входить до складу Караузенського сільського округу.
Населення — 74 особи (2021; 149 у 2009, 231 у 1999, 357 у 1989).